# Moje córki krowy
Moje córki krowy – polski film tragikomiczny z 2015 roku w reżyserii Kingi Dębskiej, inspirowany własnymi doświadczeniami. Tytułowe role córek zagrały Agata Kulesza i Gabriela Muskała.

## O filmie
Film kręcono od 12 sierpnia do 12 września 2014 roku w Warszawie i Modlinie.
Film uzyskał 89% pozytywnych recenzji i ocenę 7,3/10 w serwisie Mediakrytyk.

## Fabuła
Film jest historią dwóch sióstr: 42-letniej Marty, despotycznej i samotnej gwiazdy serialowej, która ma dorosłą córkę, i młodszej od niej o rok Kasi, będącej wrażliwą nauczycielką i mamą Filipa, której małżeństwo okazało się nieudane. Nie powodzi się jej dobrze finansowo, a jej mąż jest życiowym nieudacznikiem, który ciągle poszukuje pracy. 
Skłócone od lat siostry w obliczu śmierci matki i choroby despotycznego ojca architekta muszą pogodzić się i współdziałać, co prowadzi do wielu tragikomicznych zdarzeń.

## Obsada
- Agata Kulesza – Marta Makowska, aktorka, starsza siostra Kasi
- Gabriela Muskała – Katarzyna Makowska, siostra Marty
- Marian Dziędziel – Tadeusz Makowski, ojciec Marty i Kasi
- Małgorzata Niemirska – Elżbieta Makowska, matka Marty i Kasi
- Marcin Dorociński – Grzegorz, mąż Kasi
- Jeremi Protas – Filip, syn Kasi
- Maria Dębska – Zuzia, córka Marty
- Maciej Domagalski – Rafał, chłopak Zuzi
- Krzysztof Kiersznowski – brat ojca
- Grzegorz Kwiecień – asystent ojca
- Łukasz Simlat – neurochirurg Piotr Wolski
- Barbara Kurzaj – lekarka Iza Kwiecień
- Artur Krajewski – psychiatra
- Agnieszka Wosińska – szamanka
- Bartosz Żukowski – uzdrowiciel
- Milena Lisiecka – salowa
- Barbara Dziekan – recepcjonistka w szpitalu
- Barbara Zielińska – pielęgniarka na neurochirurgii
- Jacek Różański – radiolog
- Magdalena Waligórska – sekretarka oddziału neurochirurgii
- Magda Biegańska – pielęgniarka operacyjna
- Katarzyna Czapla – pielęgniarka na OIOM-ie
- Bartłomiej Nowosielski – pielęgniarz
- Bartosz Sak – pacjent z kroplówką
- Maja Pankiewicz – pielęgniarka w przychodni
- Konrad Eleryk – sanitariusz
- Oskar Stoczyński – Sanitariusz
- Maria Kaszycka – Marta w dzieciństwie
- Wiktoria Sokołowska – Kasia w dzieciństwie
- Olga Zwierzchowska – matka Marty i Kasi w młodości
- Paweł Ziemiński – ojciec Marty i Kasi w młodości
- Andrzej Konopka – reżyser
- Wojciech Kalarus – Paweł Skoczylas, aktor
- Helena Chorzelska – charakteryzatorka na planie
- Sebastian Pawlak – II reżyser